# 石龜溪 (地名)
石龜溪，是台灣雲林縣斗南鎮的一個傳統地域名稱，位於該鎮西南部。相較於今日行政區，其範圍大致包括石龜里、石溪里、靖興里。

## 歷史
台灣清治末期至日治初期，石龜溪地區為一街庄，稱為「石龜溪庄」，隸屬於他里霧堡。該庄北與林仔庄為鄰，東與南勢庄、三角庄為鄰，南邊為北勢庄、橋仔頭庄，西邊為盧竹巷庄、茄苳腳庄。
1901年（日治明治三十四年）11月，全台廢縣廳改設二十廳，該庄隸屬於斗六廳。1903年（明治三十六年）6月，該庄編入「他里霧區」，隸屬於斗六廳。1909年（明治四十二年）10月，合併二十廳為十二廳，他里霧區改隸屬於嘉義廳。1920年（大正九年），全台地方制度大改正，廢十二廳改設五州二廳，該庄改制為「石龜溪」大字，隸屬於臺南州斗六郡斗南庄。1940年，斗南庄升格為斗南街。
戰後斗南街改制為斗南鎮，隸屬於臺南縣，大字亦改制為里。1950年10月，雲、嘉、南分治，斗南鎮改隸屬雲林縣。

## 聚落
本地區發展較早的聚落有石龜溪、南靖厝、包厝（下庄仔）等，在日治期初期的官方地圖上已有記載。此外，本地區尚有埤寮地名。

## 交通
台鐵縱貫線是台灣西部南北鐵路幹線，大致以北北東—南南西走向經過石龜溪地區西部近邊界地帶。境內設有石龜車站，屬招呼站，僅停靠區間車。由此可前往台鐵沿線各站。
省道台78線即「東西向快速公路－台西古坑線」，是雲林縣境內的東西向快速公路，大致以西北—東南走向繞大彎轉西南西—東北東走向再繞大彎轉西微北—東微南走向經過本地區北部邊界外不遠處。最近的交流道是北北西方省道台1線交會處的斗南交流道。由此向西可前往虎尾南部、土庫、元長北部、東勢、台西等地；向東可前往古坑、高厝林子頭的東側端點（古坑端）並止於國道3號古坑系統交流道。
省道台1線（延平路三段）又稱「縱貫公路」，是台北至屏東楓港的傳統平面幹道，大致以北北西—南南東走向轉北微西—南微東走向經過本地區西部邊界。由該道路向北北東可前往斗南市區、虎尾東北部、莿桐西南部、西螺等地，向南微東轉西南微南可前往大林、溪口東部、民雄、嘉義等地。
鄉道雲180線是牛埔寮至柳樹腳的道路，其東側端點（終點）位於本地區西部邊界南側的省道台1線路口（柳樹腳聚落東郊）。由此向西出境後可前往盧竹巷南部、大埤頭南部並止於其南部西側的雲林、嘉義縣界。續行接嘉義縣鄉道嘉180線可前往游厝地區的牛埔寮聚落並止於縣道157號路口。
鄉道雲185線（信義路、中和路）是斗南至石龜溪的道路，其南側端點（終點）位於本地區中部偏東北石龜溪聚落的鄉道雲188線路口。由此向西北西轉北北西，經鄉道雲186線終點路口轉北北東出聚落並出境後，可前往林子、舊社、斗南市區中部偏東南並止於縣道158甲線、158乙線共線陸橋（福德陸橋）下的忠孝路路口。
鄉道雲186線是田寮至南靖厝的道路，其東側端點（終點）位於本地區石龜溪、南靖厝聚落間的鄉道雲185線路口。由此向西北轉西北西蜿蜒而行，出南靖厝聚落後轉西蜿蜒而行，於本地區西部邊界北側經省道台1線路口出境後可前往茄苳腳並止於其主聚落西郊的縣道157號路口（田寮聚落東南郊）。
鄉道雲187線（連芳路、四維路、光天路）＋嘉181線＋嘉100線即為昔日的跨縣鄉道雲嘉187線，是崙仔至湖仔的道路，大致以北北東—南南西走向由本地區北部邊界中央偏東處入境後，至石龜溪聚落的鄉道雲188線路口轉西與其共線約50公尺，至光天路路口轉南南西獨行後，繞彎道轉西微南再繞彎道轉南，出聚落後轉南南西蜿蜒而行以止於本地區南部的雲林、嘉義縣界。由該道路向北北東可前往林子東南部、南勢西北端、阿丹西部的崙仔聚落並止於其北郊的縣道158乙線路口（省道台78線高架橋下）；向南南西越縣界接嘉義縣鄉道嘉181線、嘉100線可前往北勢西北端、橋子頭中部、湖子並止於省道台1線路口。
鄉道雲188線是竹圍至南昌（溪底寮）的道路，其西側端點位於本地區西部邊界中央偏南的省道台1線路口（大埤鄉茄苳腳地區竹圍聚落東郊）。由此向東北東蜿蜒而行，於石龜溪聚落經鄉道185線終點路口後轉東，經鄉道187線右側路口後轉東北東與其共線約50公尺，經鄉道187線左側路口轉東南東獨行，其後沿本地區北部邊界東側行一段路後出境，可前往南勢南部、麻園西部中洲仔聚落、崁腳地區東北部的溪底寮聚落並止於省道台3線路口。

## 學校
- 石龜國小（南半部）